# Убийство в Париже
«Убийство в Париже» (англ. Murder Mystery 2) — детективный комедийный боевик режиссёра Джереми Гарелика. Продолжение фильма «Загадочное убийство» 2019 года. Главные роли вновь исполнили Адам Сэндлер и Дженнифер Энистон.
Премьера фильма состоялась на сервисе Netflix 31 марта 2023 года.

## Сюжет
Супруги Ник и Одри Шпиц открыли своё детективное агентство, но вместо захватывающих расследований вынуждены заниматься слежкой за неверными мужьями и едва сводить концы с концами. И так вовремя поступает приглашение на свадьбу их приятеля по предыдущему приключению — индийского миллиардера Викрама. Неугомонная парочка прибывает на частный остров и оказывается на грандиозной предсвадебной вечеринке, в разгар которой выясняется, что жених похищен, а его телохранитель убит.

## В ролях
- Адам Сэндлер — Ник Спитц, сержант полиции Нью-Йорка, муж Одри
- Дженнифер Энистон — Одри Спитц, парикмахер, жена Ника
- Марк Стронг — Коннор Миллер
- Мелани Лоран — Клодетт
- Джоди Тёрнер-Смит — графиня Секу
- Джон Кани — полковник Уленга
- Куху Верма — Сайра
- Дани Бун — инспектор Делакруа
- Адиль Ахтар — махараджа Викрам Говиндан
- Энрике Арсе — Франциско
- Зурин Вильянуэва — Имани
- Джиллиан Белл — Сьюзен
- Тони Голдуин — Сильверфокс
- Энни Мумоло — миссис Сильверфокс
- Ларри Леон — мистер Лу
- Карлос Понсе — пилот

## Производство
В октябре 2019 года стало известно о начале работы над продолжением фильма «Загадочное убийство» с Адамом Сэндлером и Дженнифер Энистон в ролях. В августе 2021 года Джереми Гарелик был утверждён в качестве режиссёра будущего фильма, съёмки сиквела будут проходить в Париже и на Карибских островах. В сентябре 2021 года Сэндлер и Энистон подтвердили свое участие в фильме во время глобального фан-мероприятия Tudum.
В январе 2022 года стало известно, что Адиль Ахтар и Джон Кани повторят свои роли из первого фильма, а Марк Стронг, Мелани Лоран, Джоди Тернер-Смит, Энрике Арсе, Тони Голдвин пополнили актёрский состав будущего фильма.
Съёмки начались в январе 2022 года на Гавайях и завершились 8 апреля 2022 года в Париже.
Премьера фильма состоялась на сервисе Netflix 31 марта 2023 года.

## Восприятие
На сайте Rotten Tomatoes фильм имеет рейтинг 52 % основанный на 64 отзывах, со средней оценкой 4,9/10. На Metacritic средневзвешенная оценка составляет 44 из 100 на основе 25 рецензий, что указывает на «смешанные или средние отзывы».